# Jennifer Troncy
Jennifer Troncy (26 de janeiro de 1986) é uma jogadora de rugby sevens francesa.

## Carreira
Jennifer Troncy integrou o elenco da Seleção Francesa Feminina de Rugbi de Sevens, na Rio 2016, que foi 6º colocada.